# خوان فرناندو إيشيفيريا
خوان فرناندو إيشيفيريا هو سياسي كوستاريكي، ولد في 30 مايو 1812، وتوفي في 7 يناير 1871.